# Csárda
A csárda a településen kívül, azok határában, a pusztákon, főként az Alföldön, a jelentősebb vásáros helyekre vezető utak mentén álló vendéglők és kocsmák hagyományos neve Magyarországon. A csárda megnevezés ma is használatos – különösen szabadon álló – vendéglátóipari létesítmények nevének részeként.

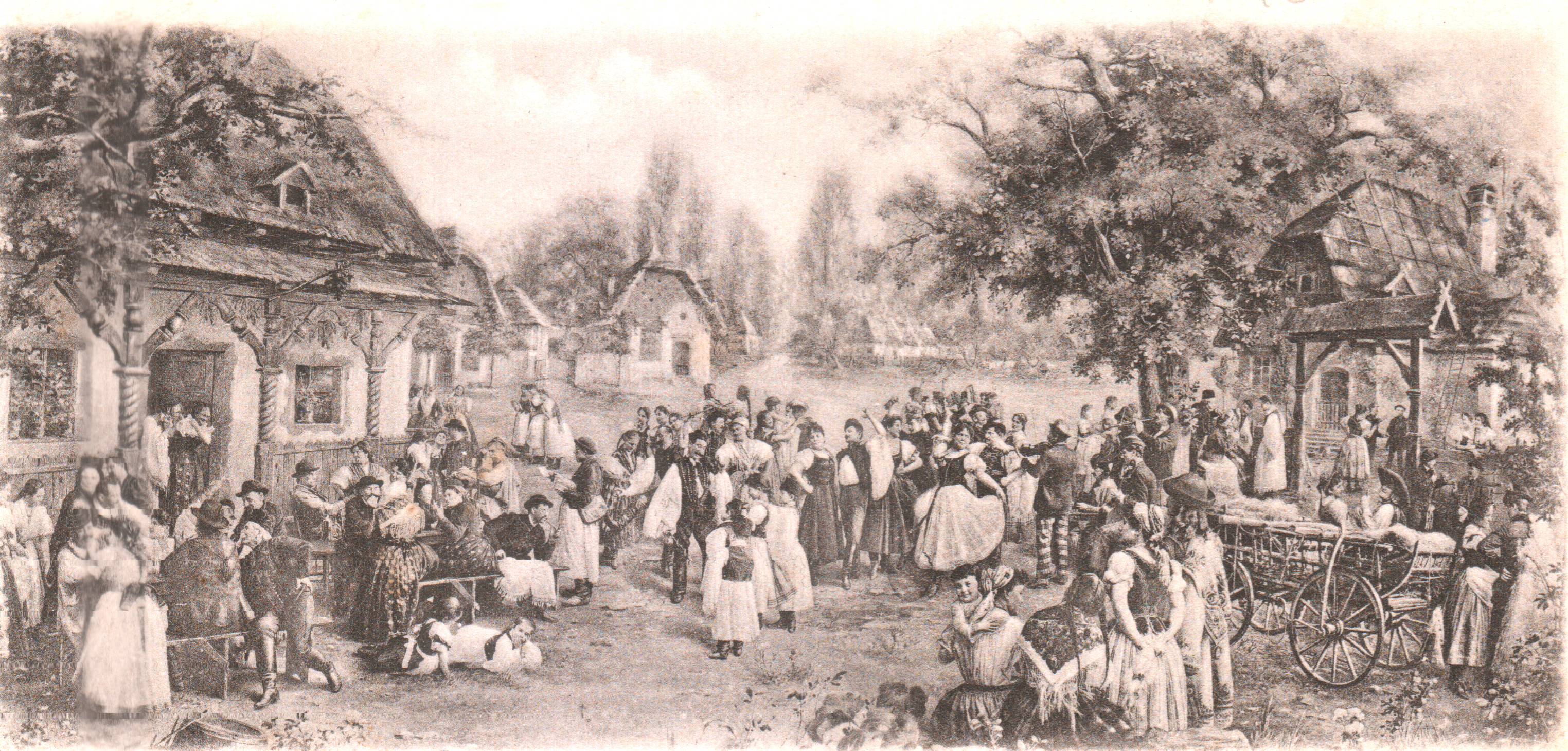
Strelisky Lipót - Csárda 1890-ben

## A szó eredete
Csárda szavunk szerb-horvát közvetítésű jövevényszó, amelynek végső forrása a perzsák čãrtãk ’négy oszlopon álló erkély’, ’négyszögletes szoba’ jelentésű szava. Eredetileg többféle építményt jelölt nyelvünkben is az átadó, közvetítő nyelvekhez hasonlóan. Elterjedésében, jelentésfejlődésében szerepe volt az oszmán-török előrenyomulásnak. Jelölte a török határon levő katonai, magas figyelőállomásokat, de volt szín, eresz, gazdasági épület, kukoricagóré jelentése is. Használatos volt a fahajókra épített bódék és a halászok gyékényből készített hajlékának, sátrának megjelölésére is. A moldvai magyar, csángó nyelvjárásból cserdák alakja is előfordult pitvar jelentéssel, ami talán a románoknál kimutatható tornác, folyosó jelentésfejlődés hatását mutatja. A magyar nyelvbe bizonyosan kunyhó, kalyiba, bódé jelentéstartalommal került át.

## Története
Csárda szavunkra 1755-től van adat. A csárdák eredetileg olyan helyeken álltak, ahol a pandúrok, rendőrök és a közigazgatás nehezen ellenőrizhették ezeket. A csárdákhoz sok romantikus, főleg betyárokkal kapcsolatos történet kapcsolódik. Rendszerint volt kocsiszínjük, szekérállásuk is  a kocsik, szekerek számára és itt a lovak is pihenhettek. Lehetett saját birtoklású és bérelt. A tulajdonosok voltak a csárdások.

## Nevezetes csárdák[2]

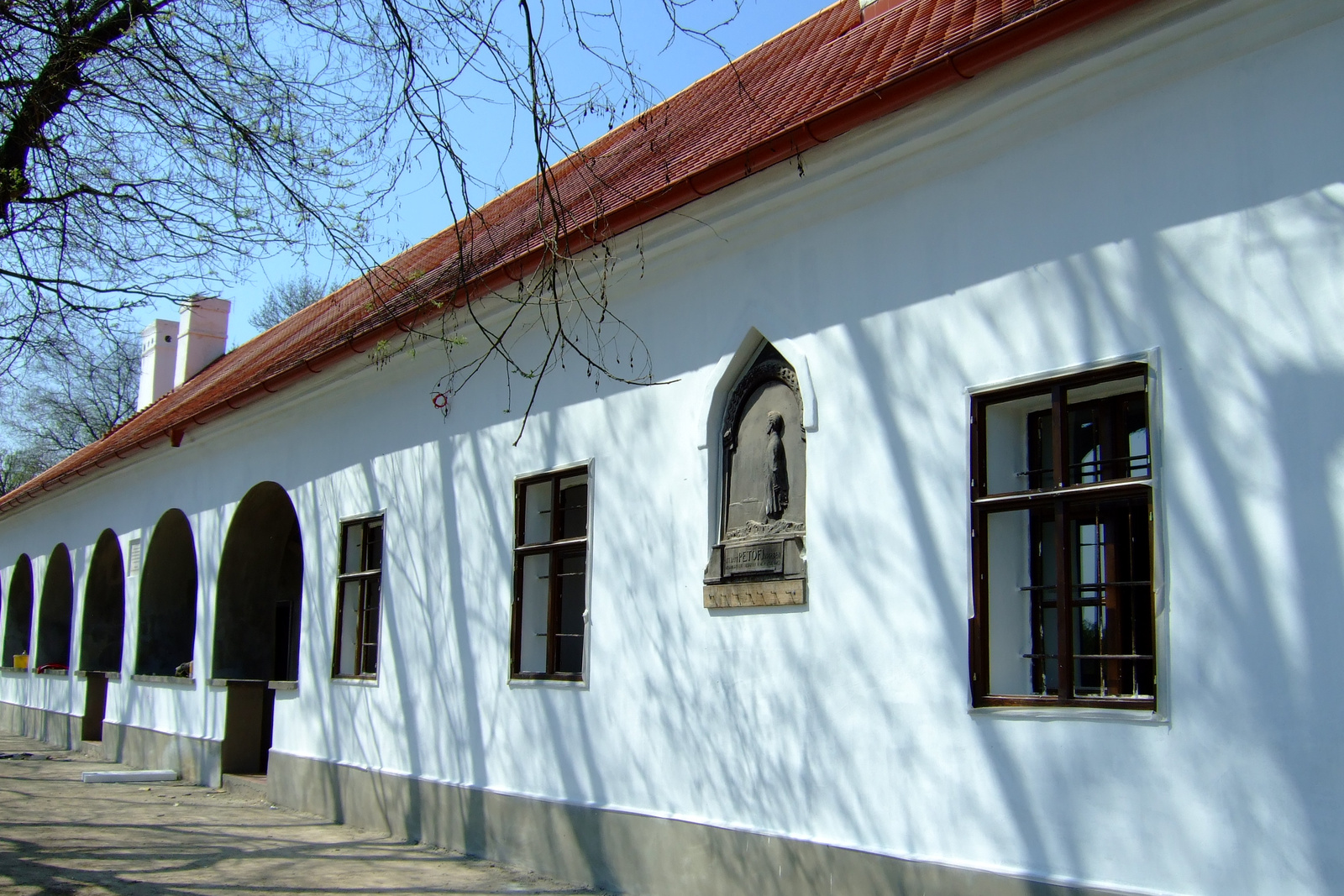
A Hortobágyi Csárda műemlék épülete

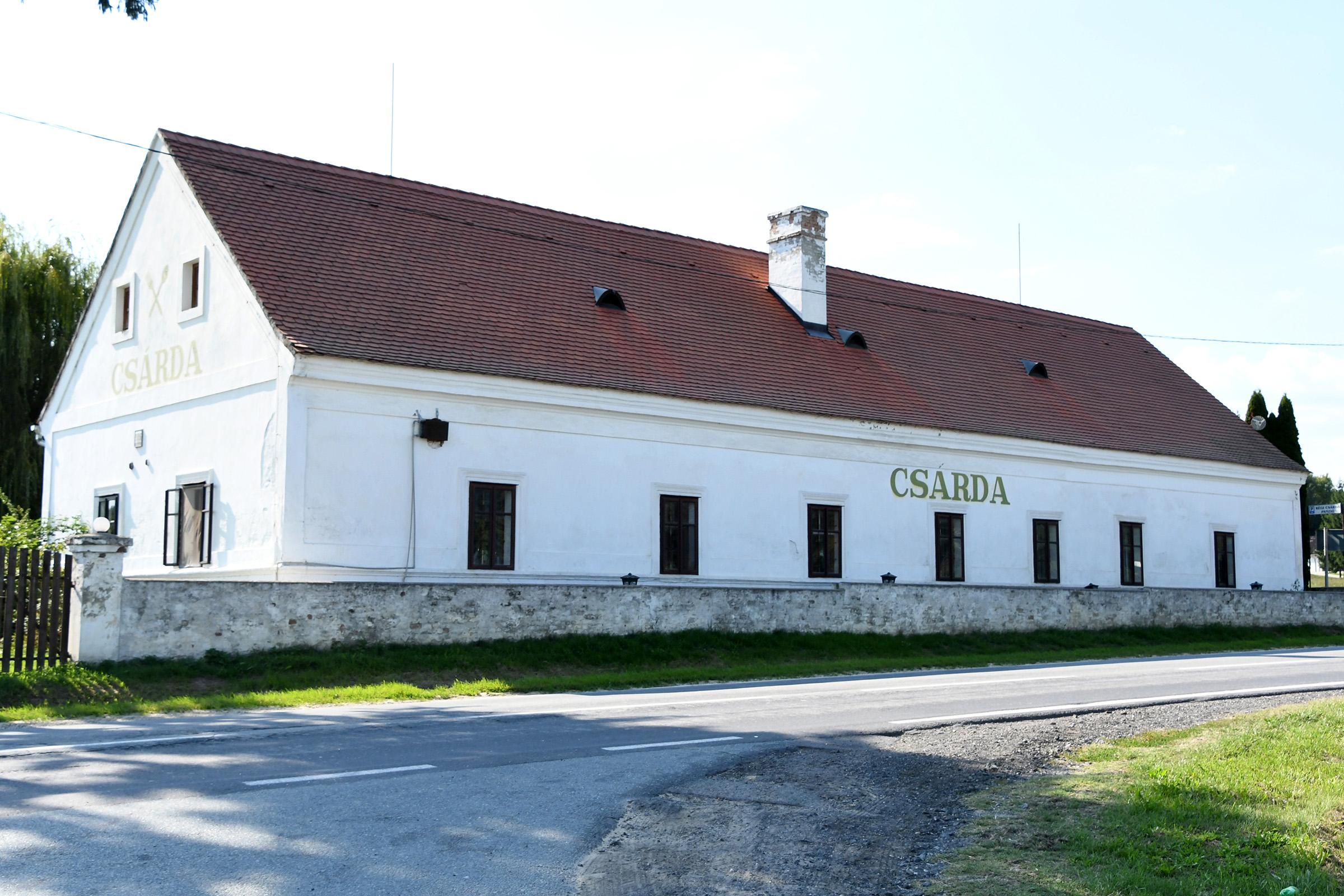
A magyarszerdahelyi öreg csárda

- Hortobágyi Nagycsárda a Hortobágyon,
- Kadarcs csárda a Kadarcs folyó mellett,
- Kondorosi csárda,
- Halápi Csárda, Debrecen mellett,
- Pintes csárda,
- Hordócska csárda,
- Császár csárda, Kétszerkovács csárda,
- Kelemen csárda,
- Törik-szakad csárda Buj határában,
- Becsali csárda Alsópáhokon,
- Nyakvágó csárda Kunszentmiklóson,
- Kígyósi csárda Fülöpszálláson,
- Falkafogyasztó csárda Kiskunhalason,
- Aligvárdi csárda Baján,
- Határ csárda Veszprém és Zala megye egykori határán, Balatonalmádi és Káptalanfüred között,
- Billege csárda Tapolca határában,

Utóbbi emlékét egy Tapolca környékén gyűjtött régi népi mondás is megőrizte: „Ésülledt, mint a billegei csárda”. [Utalás arra, hogy az egykor a keszthelyi országútra néző épületnek még a falait is lebontották, helyét is fölszántották.]
- Gyöngyösi csárda Hévíz közelében,
- Zöldhalmi csárda Orgovány mellett,
- Fakilincses csárda Szankon,
- Pipagyújtó csárda Bócsán,
- Hajlati csárda Vezseny mellett,
- Meggyes csárda Tiszafüred határában,
- Ágota csárda Karcag és Nádudvar között,
- Gugyori csárda Nagygyanté mellett,
- Kabai csárda Túrkeve határában,
- Gyilkos csárda Hajdúböszörmény határában,
- Látóképi csárda Debrecen határában,
- Putri csárda Túrkeve határában,
- Vadas csárda Hajdúhadház határában,
- Kutyakaparó csárda Kecskemét közelében,
- Horváth Gáspár csárda Zalaegerszeg közelében,
- Kaáli csárda Kál határában,
- Paprika csárda Zamárdiban